# Athex Composite

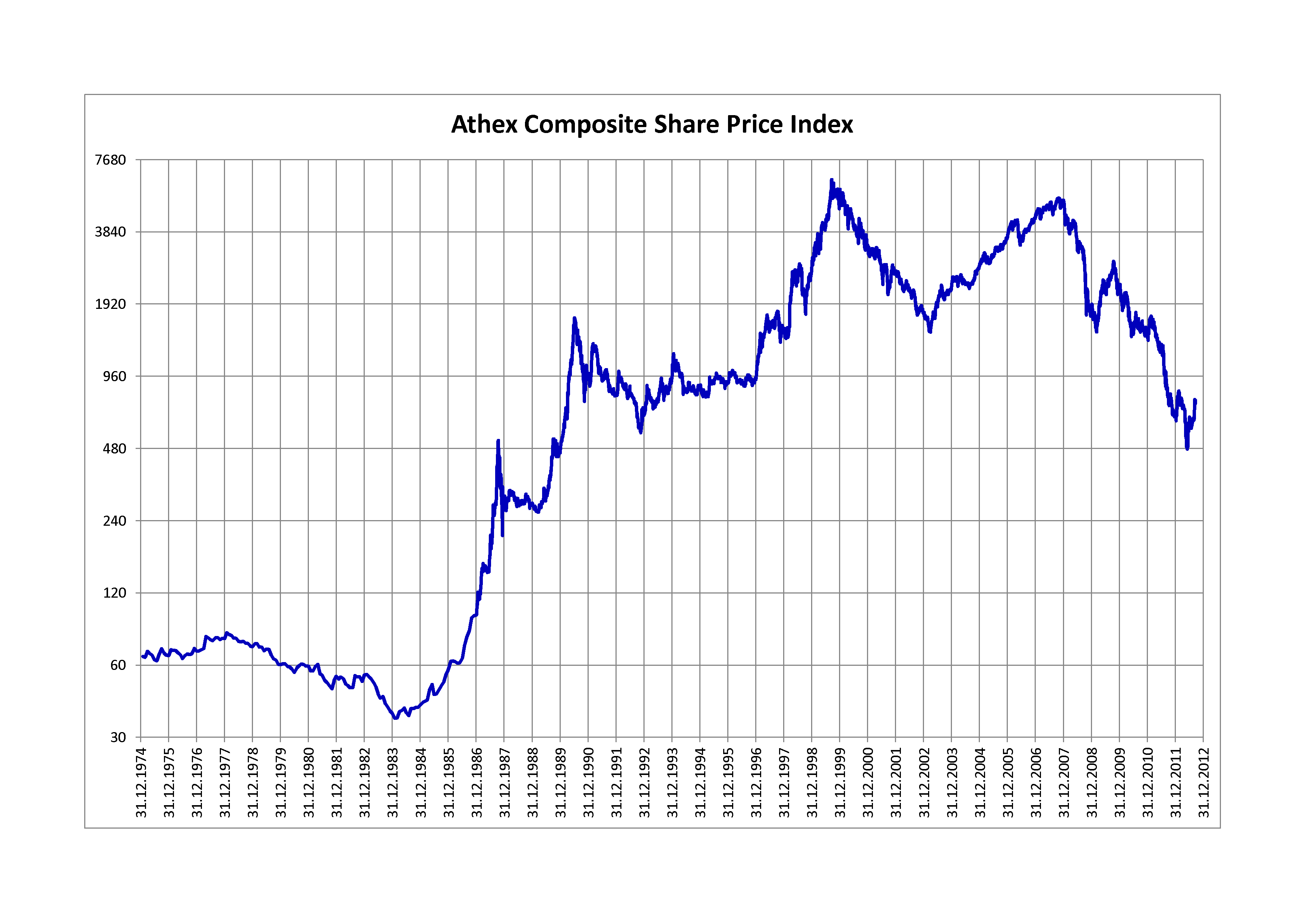
Athex Composite Share Price Index
w latach 1974–2012

Athex Composite Share Price Index – indeks akcji spółek giełdowych notowanych na Giełdzie Papierów Wartościowych w Atenach. Indeks obejmuje największe spółek spełniających wymogi jak płynność finansowa, kapitalizacja itp.
Indeks wystartował 31 grudnia 1980 roku wartością 100 punktów. Najwyższy kurs w historii indeks Athex Composite osiągnął 17 września 1999 roku i było to 6.355,04 punktów. Obecnie (maj 2012) wartość kursowa oscyluje w granicach 555 punktów i jest na najniższym poziomie od początku lat 90. XX wieku.

## Skład indeksu
Stan na 23 maja 2012:
| Spółka                | ticer | ISIN         | Sektor ICB     | Waga w indeksie (%) | Strona www                       |
| --------------------- | ----- | ------------ | -------------- | ------------------- | -------------------------------- |
| Alpha Bank            | ALPHA | GRS015013006 | bankowość      | 2.54                | http://www.alpha.gr              |
| Coca-Cola HBC         | EEEK  | GRS104003009 | napoje         | 26.51               | http://www.coca-colahellenic.com |
| Piraeus Bank          | TPEIR | GRS014013007 | bankowość      | 1.49                | http://www.piraeusbank.gr        |
| EFG Eurobank Ergasias | EUROB | GRS323013003 | bankowość      | 1.73                | http://www.eurobank.gr           |
| Bank of Cyprus        | BOC   | CY0000100111 | bankowość      | 3.19                | http://www.bankofcyprus.com      |
| Aegean Airlines       | AEGN  | GRS495003006 | linie lotnicze | 0.54                | http://www.aegeanair.com         |